# Chiesa di San Michele Arcangelo (Sassofortino)
La chiesa di San Michele Arcangelo è un edificio sacro situato a Sassofortino, nel comune di Roccastrada.

## Storia e descrizione
L'attuale aspetto dell'edificio, di origine medievale, è dovuto al radicale restauro ottocentesco; nel campanile è incisa la data 1893.
Nell'interno a navata unica, ulteriormente rimaneggiato nel XX secolo, si trova il piccolo dipinto esposto nel presbiterio raffigurante la Madonna col Bambino, San Giuseppe e Santa Caterina da Siena, opera di gradevole qualità pittorica riferibile ad un artista senese di fine Cinquecento.
Il Redentore ad affresco è opera di Giuseppe Casucci.
Annessa alla chiesa si trova la Confraternita del Santissimo Nome di Gesù detta anche della Misericordia, sede dell'omonima compagnia. L'edificio è stato eretto nel 1853 come attesta la data iscritta nella facciata; all'interno sono custodite interessanti suppellettili liturgiche dei secoli XVIII e XIX.